# Beka Gigiašvili
Beka Gigiašvili (gruzínsky ბექა გიგაშვილი; * 17. února 1992 Tbilisi) je gruzínský ragbista hrající na pozici pilíře za francouzský klub Toulon a za gruzínskou reprezentaci. S klubem vyhrál v roce 2023 EPCR Challenge Cup. V letech 2019 až 2024 vyhrál s reprezentací Rugby Europe Championship. Pomohl Gruzii porazit v roce 2022 poprvé v historii Itálii. Zúčastnil se MS 2019 a MS 2023.
Ragby se začal věnovat až jako dospělý. Předtím byl zápasník. Podle svých slov do svých 20 let neviděl ragbyový zápas. Ragbyovou kariéru začal v Rusku, časem přestoupil do třetí nejvyšší francouzské ligy a postupně se vypracoval do nejvyšší francouzské soutěže TOP14. 